# انیل اکونکا
انیل اکونکا (انگلیسی: Anele Ngcongca؛ زادهٔ ۱۹۸۷- درگذشته ۲۳ نوامبر ۲۰۲۰) بازیکن فوتبال اهل آفریقای جنوبی بود.
وی همچنین در تیم ملی فوتبال آفریقای جنوبی و در جام جهانی ۲۰۱۰ نیز بازی کرده بود. اکونکا در ۲۳ نوامبر ۲۰۲۰ در اثر سانحه رانندگی درگذشت. 